# Тоцука-но цуруги
Тоцука-но цуруги (яп. 十拳剣, меч [длиной в] десять кулаков), также  Ама-но Хабакири  (яп. 天羽々斬, рубящий небесные крылья [клинок]), Амэ-но Охабари  (яп. 天の尾羽張, длинное перо из хвоста небес) или Ороти-но Арамаса — легендарный меч японской мифологии, принадлежащий Сусаноо, богу ветра и владыке штормов в пантеоне синтоизма. Кроме того, меч был использован Идзанаги для убийства своего сына, бога огня Кагуцути.

## Мифология

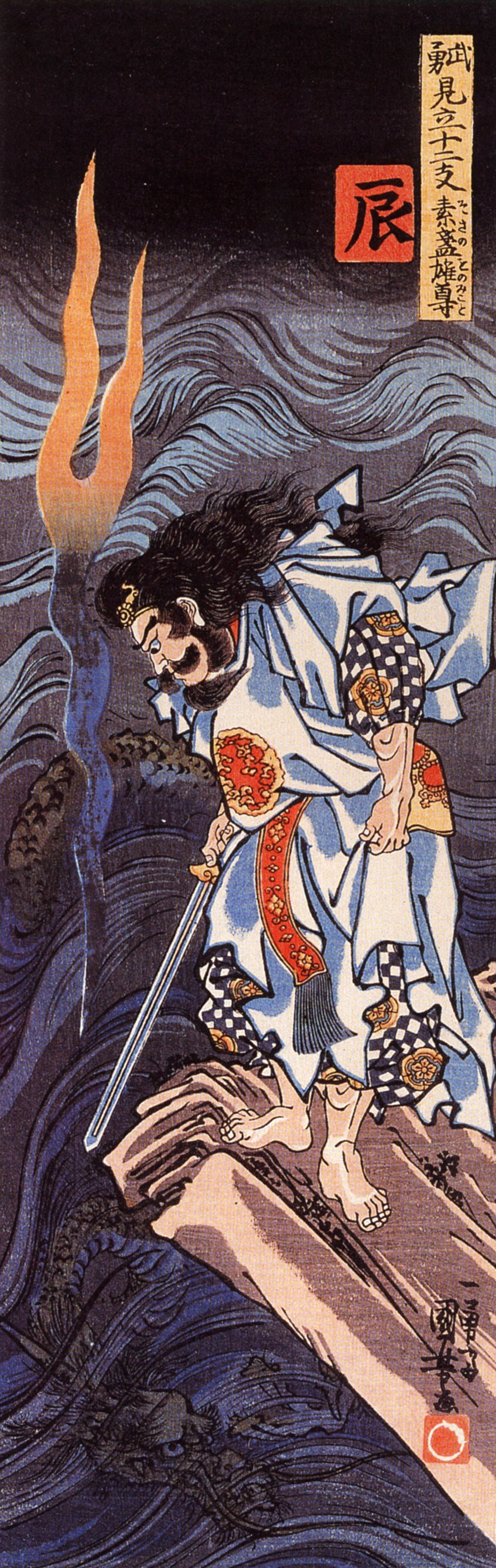
Сусаноо и морской дракон

Меч фигурирует в нескольких мифах описанных в Кодзики. При рождении Кагуцути его мать Идзанами, породившая его из своего лона, была опалена пламенем этого бога-духа огня, что привело к её смерти. Его отец, Идзанаги, в своем горе обезглавил Кагуцути мечом Амэ-но Охабари (天之尾羽張) и разделил его тело на восемь частей, которые стали восемью вулканами. Из крови Кагуцути, которая капала с меча Идзанаги, появилось множество божеств, в том числе морской бог Ватацуми и бог дождя Кураоками. Когда бог Сусаноо заключает брак со своей сестрой Аматэрасу, та создает из меча трех богинь — Такири-бимэ-но микото, Итикисима-химэ-но микото и Такицу-химэ-но микото. Наконец, после изгнания с небес, Сусаноо использует меч Ороти-но-Ара-маса, что бы убить восьмиглавого змея Ямата-но ороти. Когда Сусаноо рассекает труп змея, в одном из хвостов обнаруживается меч Кусанаги, позднее ставший символом императорской власти. При этом, от соударения клинков, по одной версии, Тоцука-но цуруги раскалывается, а по другой — получает сколы на лезвии. Имея такой меч, Сусаноо вернулся на небо, предлагая его в качестве подарка своей сестре Аматэрасу, как знак примирения.
В легенде о покорении небесными богами земли людей, Асихара-но Накацукуни (яп. 苇原, «Срединная страна в тростниковых зарослях»), которой правил Окунинуси, во время похорон Амэ-но-вакахико, божество Адзи-суки-така-хико-нэ (яп. アヂスキタカヒコネ) в гневе разрубает клинком Тоцука-но цуруги (яп. 十掬剣) гробницу.
После этого, на глазах Окунинуси бог Такэмикадзути, прежде чем начать переговоры, обнажил меч и, поставив его остриём вверх на гребне волны, уселся на нём, скрестив ноги, что должно было продемонстрировать земным богам чудесную силу небесных.
Вскоре меч попал к первому императору — Дзимму, и помог ему завоевать Японию.
Меч также фигурирует в хрониках покорения императором Тюаем страны Кумасо.

## Современность
Меч стал главной святыней храма Исоноками-дзингу, перенесённый в святилище императором Судзином. Позже его похоронили в этом храме.
В настоящее время в храме Исоноками-дзингу в алтаре закреплен железный меч. В 11 году эпохи Мэйдзи (в 1878 году), когда, во время раскопок земельного участка для расширения комплекса Фуру-омёдзин, был найден клинок крупного меча общей длиной 120 см. Предполагается, что это и есть легендарный Тоцука-но цуруги.